# 220-229
De jaren 220-229 (van de christelijke jaartelling) zijn een decennium in de 3e eeuw.

## Belangrijke gebeurtenissen

### China
- 220 : Val van het Han-rijk in het Chinees Keizerrijk. Het land valt uiteen in drie koninkrijken.
- 221 : Liu Bei, een Chinees generaal en afstammeling van de keizerlijke familie van de Han-dynastie roept zichzelf tot keizer uit en sticht daarmee het Shu Han koninkrijk.

### Romeinse Rijk
- 222 : Keizer Elagabalus wordt samen met zijn moeder Julia Soaemias vermoord. Hij wordt opgevolgd door zijn neef Severus Alexander.

### Perzische Rijk
- 224 : Slag bij Hormizdegan. De vazal Ardashir verslaat de Parthische koning Artabanus IV en sticht het rijk der Sassaniden.
- 226 : Ardashir I verovert de Partische hoofdstad en wordt uitgeroepen tot sjahansjah, koning der koningen. Hij voert in zijn rijk hervormingen door en roept de leer van Zarathustra uit tot staatsgodsdienst.

## Belangrijke personen

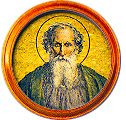
Paus Urbanus I

- Severus Alexander
- Zhuge Liang, Chinees strateeg
- Paus Urbanus I

<< · 220 · 221 · 222 · 223 · 224 · 225 · 226 · 227 · 228 · 229 · >>
<< · 200-209 · 210-219 · 220-229 · 230-239 · 240-249 · 250-259 · 260-269 · 270-279 · 280-289 · 290-299 · >>